# Agnes Gerstenberg
Agnes Gerstenberg (* 1985 in Ost-Berlin) ist eine deutsche Schriftstellerin, Dramaturgin und Lektorin.

## Leben
Sie besuchte die Hans-und-Hilde-Coppi-Oberschule. Mit 14 Jahren schrieb sie das Kinderbuch Die Sache mit dem Sinn, illustriert von Marion Hallbauer, das 2001 im Geest-Verlag erschien. Agnes Gerstenberg studierte von 2006 bis 2009 Allgemeine und Vergleichende Literatur- und Theaterwissenschaft in Berlin. Von 2011 bis 2013 nahm sie am Forum Text, einem Lehrgang für szenisches Schreiben der uniT – Verein für Kultur an der KF-Uni Graz teil. 2012 war sie als Stipendiatin zu Gast im Stuttgarter Schriftstellerhaus. In der Spielzeit 2015/16 war sie Dramaturgin am Jungen Staatstheater Karlsruhe. In den Spielzeiten 2017/18, 2018/19 und 2019/20 wirkte sie als Dramaturgin und Theaterpädagogin am Jungen Theater Regensburg. Seit Herbst 2020 ist sie selbständig, leitet Schreibworkshops und ist als Lektorin u. a. für die Textmanufaktur tätig. Neben dem Schreiben von Theaterstücken widmet sie sich Kinderbuch-Projekten, Kurzgeschichten und ihrem Debüt-Roman.

## Theater
Agnes Gerstenberg schrieb mit 18 Jahren ihr erstes Theaterstück Schwerelos – Rücksicht auf Verluste, das 2004 im Rahmen des „Drama-X-Wettbewerbs“ in Wien in einer Werkstattinszenierung uraufgeführt wurde. Im Jahr darauf wurde sie mit dem Stück zu „World Interplay“, einem Welt-Festival für junge Autorinnen und Autoren, nach Australien eingeladen. Es folgten Einladungen zum Autorenforum 2005 in Frankfurt am Main, zur Dramatikerwerkstatt „Stücke schreiben“ in Wolfenbüttel und 2006 zum Festival Interplay Europe in Liechtenstein. 2006 leitete sie gemeinsam mit Frederique Bruyas die deutsch-französische Schreibwerkstatt am Thalia Theater in Halle und 2008 am selben Theater gemeinsam mit Claire Renegade die Werkstatt für junge Autoren.
2007 wurde ihr Jugendstück Ein Schuss für Jeden in der Regie von Mareike Mikat am Thalia Theater in Halle uraufgeführt und 2008 als Gastspiel am Theater der Jungen Welt in Leipzig gezeigt.
2011 schrieb sie im Rahmen des Berliner Kindertheaterpreises 2011 in Zusammenarbeit mit dem Berliner Grips-Theater ein Stück mit dem Arbeitstitel „Ich Fisch, Du Fisch“ für Kinder ab fünf Jahren, das unter dem Titel „Monsterfische“ im Verlag für Kindertheater erschienen ist.
Auf dem Theaterfestival Kaltstart in Hamburg 2012 wurde ihr Stück Zwanzig Komma Drei Meter Ruhe in einer szenischen Lesung präsentiert und im selben Jahr am Schauspielhaus Wien in Auszügen gezeigt.
Am Staatstheater Braunschweig wurde 2011 ihr Text Als ich das letzte Mal gestorben bin, war Sommer in der Regie von Lisa Kempter als Werkstattinszenierung gezeigt.
2013 war Agnes Gerstenberg als Dramaturgin am Jungen Ensemble Stuttgart tätig, unter anderem für die Aufführung des Goethe-Stücks Clavigo. In der Zeit leitete sie auch eine Schreibwerkstatt zum szenischen Schreiben mit acht Jugendlichen zwischen 12 und 19 Jahren. Die Schreibwerkstatt fand im Rahmen des „Dialoge“- Projekts in Zusammenarbeit mit dem Deutschen Kinder- und Jugendtheaterzentrum statt.
2014 erhielt sie für ihr Stück „Ich hab euch gesehen“ den Förderpreis des Jugendtheaterpreises Baden-Württemberg, der ihr am 22. Mai 2014 im Jungen Ensemble Stuttgart verliehen wurde. Im Herbst 2015 wurde ihr Theaterstück Zu einer anderen Jahreszeit.Vielleicht bei SWR2 in der Reihe Tandem erstmals gesendet. Ihr Theaterstück Ein Schwert für Anna wurde 2021 in den Stückepool des 23. Niederländisch-deutscher Kinder- und Jugenddramatikerpreis Kaas & Kappes aufgenommen.

## Veröffentlichungen
Roman
- Unberührt, Roman, APHAIA Verlag, München 2023, ISBN 978-3-946574-33-0

Prosa/Lyrik
- Die Sache mit dem Sinn, Kinderbuch, Geest Verlag, Ahlhorn, 2001, ISBN 3-934852-93-9
- Nacht auf die ich warte, ist..., Gedicht, veröffentlicht in der Tränenanthologie von Cornelia Eichner, Geest-Verlag, 2000, ISBN 3-934852-42-4

- Marienwürmchen flieg’, Kurzgeschichte, veröffentlicht in der Anthologie „An die Schwäne“ des Stuttgarter Schriftstellerhaus e.V., 2022[22][23]
- Geschlossen: (k)eine Gesellschaft (eine Begegnung zwischen Luther, Sartre, Kant, Nietzsche), veröffentlicht in der Anthologie des Lyrikpreis München 2021: Luthers Beitrag zur Mündigkeit des Menschen und das Krisenbewusstsein unserer Zeit, Aphaia Verlag, 2022, ISBN 978-3-946574-24-8[24]

- Ein Schwert für Anna, Kurzgeschichte, veröffentlicht in der Anthologie Mond, Sterne und dazwischen wir. Geschichten aus unserem bunten Universum. Verlag Monika Fuchs 2022, ISBN 978-3-947066-03-2

Theater
- Schwerelos-Rücksicht auf Verluste, Jugendstück[25], erschienen als zweisprachige Ausgabe bei BoD, ISBN 978-3-7526-2736-7
- Ein Schuss für jeden, Jugendstück
- Zu einer anderen Jahreszeit. Vielleicht, Erwachsenenstück[26]
- Monsterfische, Kinderstück[14]
- Ich hab euch gesehen, Kinderstück[27]
- Zwanzig Komma Drei Meter Ruhe, Erwachsenenstück, erschienen bei BoD, ISBN 978-3-7526-7325-8[28][29]

- Ein Schwert für Anna, Kinderstück, Verlag für Kindertheater[30], aufgenommen in den Stückepool von Kaas&Kappes 2021[21]

Hörspiel
- Zu einer anderen Jahreszeit.Vielleicht, Erwachsenentheaterstück als Hörspiel beim SWR2 gesendet[31]